# John Doman
John Doman (Filadelfia, 9 gennaio 1945) è un attore statunitense.

## Biografia
Cresciuto a Filadelfia, ottiene una borsa di studio come giocatore di football americano per l'università cittadina dove, dopo il servizio militare in Vietnam (1967-68), ottiene un MBA. Nel 1971 va a lavorare nella pubblicità a New York ma, colpito da film come Il laureato e Un uomo da marciapiede, prende la decisione di diventare attore. Così, per diversi anni, di giorno lavora nella pubblicità, di notte studia recitazione e nei week-end partecipa a produzioni Off-Off Broadway, specializzandosi in ruoli autoritari come poliziotti, militari, avvocati.
È solo superati i quaranta anni che comincia ad apparire in svariate serie televisive come Law & Order - I due volti della giustizia, Star Trek: Deep Space Nine, NYPD - New York Police Department, E.R. - Medici in prima linea, The Practice - Professione avvocati, Oz, Giudice Amy e Gotham (nel ruolo del boss mafioso Carmine Falcone), e in film come Die Hard - Duri a morire, Cop Land e Mystic River.
Nel 2002 ottiene un ruolo da protagonista in The Wire, serie poliziesca di successo in cui interpreta, per cinque stagioni, il comandante William Rawls. Nel 2010 ha un ruolo secondario nel film The Company Men, interpreta il ruolo di Paddy Doyle nella serie televisiva Rizzoli & Isles, ma è con la serie I Borgia che arriva il successo internazionale, nel ruolo del controverso e carismatico Papa Alessandro VI, al secolo Rodrigo Borgia.

## Filmografia

### Cinema
- Die Hard - Duri a morire (Die Hard: With a Vengeance), regia di John McTiernan (1995)
- Cop Land, regia di James Mangold (1997)
- Codice Mercury (Mercury Rising), regia di Harold Becker (1998)
- Colpevole d'omicidio (City by the Sea), regia di Michael Caton-Jones (2002)
- Mystic River, regia di Clint Eastwood (2003)
- Il mio sogno più grande (Gracie), regia di Davis Guggenheim (2007)
- Blue Valentine, regia di Derek Cianfrance (2010)
- The Company Men, regia di John Wells (2010)
- Love & Secrets, regia di Andrew Jarecki (2012)
- A Beautiful Day - You Were Never Really Here (You Were Never Really Here), regia di Lynne Ramsay (2017)
- Un uomo tranquillo (Cold Pursuit), regia di Hans Petter Moland (2019)
- Il processo ai Chicago 7 (The Trial of the Chicago 7), regia di Aaron Sorkin (2020)

### Televisione
- Law & Order - I due volti della giustizia (Law & Order) – serie TV, 5 episodi (1991-2008)
- Star Trek: Deep Space Nine – serie TV, episodi 3x24 (1995)
- La signora del West (Dr. Quinn, Medicine Woman) – serie TV, episodio 4x11 (1995)
- New York Undercover – serie TV, episodio 3x22 (1997)
- NYPD - New York Police Department (NYPD Blue) – serie TV, episodio 6x17 (1999)
- E.R. - Medici in prima linea (ER) – serie TV, 10 episodi (1999-2003)
- Law & Order - Unità vittime speciali (Law & Order: Special Victims Unit) – serie TV, 5 episodi (2000-2012)
- I Soprano (The Sopranos) – serie TV, episodio 2x08 (2000) – non accreditato
- Più forte ragazzi (Martial Law) – serie TV, episodio 2x19 (2000)
- The Practice - Professione avvocati (The Practice) – serie TV, episodi 4x22, 5x08 e 5x17 (2000-2001)
- Oz – serie TV, 4 episodi (2001)
- Giudice Amy (Judging Amy) – serie TV, episodio 2x22 (2001)
- Law & Order: Criminal Intent – serie TV, episodio 1x06 (2001)
- The Wire – serie TV, 47 episodi (2002-2008)
- CSI - Scena del crimine (CSI: Crime Scene Investigation) – serie TV, episodi 4x01 e 4x02 (2003)
- Hack – serie TV, episodio 2x10 (2003)
- NCIS - Unità anticrimine (NCIS) – serie TV, episodio 2x12 (2005)
- Law & Order - Il verdetto (Law & Order: Trial by Jury) – serie TV, episodio 1x10 (2005)
- Close to Home - Giustizia ad ogni costo (Close to Home) – serie TV, episodio 2x04 (2006)
- Senza traccia (Without a Trace) – serie TV, episodio 5x17 (2007)
- Damages – serie TV, 10 episodi (2009)
- Burn Notice - Duro a morire (Burn Notice) – serie TV, episodi 4x07 e 4x18 (2010)
- Rizzoli & Isles – serie TV, 7 episodi (2010-2014)
- The Good Wife – serie TV, episodio 3x02 (2011)
- I Borgia – serie TV, 36 episodi (2011-2014)
- A Gifted Man – serie TV, episodio 1x12 (2012)
- NYC 22 – serie TV, episodio 1x09 (2012)
- Person of Interest – serie TV, 10 episodi (2014-2016)
- Unforgettable – serie TV, episodio 3x06 (2014)
- The Affair - Una relazione pericolosa (The Affair) – serie TV, 10 episodi (2014-2017)
- Gotham – serie TV, 19 episodi (2014-2017)
- House of Cards - Gli intrighi del potere (House of Cards) – serie TV, episodi 3x03 e 3x04 (2015)
- Madam Secretary – serie TV, episodi 2x14 e 2x15 (2016)
- Feed the Beast – serie TV, 10 episodi (2016)
- Elementary – serie TV, episodio 5x17 (2017)
- Longmire – serie TV, episodio 6x09 (2017)
- Berlin Station – serie TV, 8 episodi (2017)
- Instinct – serie TV, episodio 1x04 (2018)
- The Boys - serie TV, 3 episodi (2020)
- For Life – serie TV, (2020-2021)
- Eric - miniserie TV (2024)

## Videogiochi
- Mafia (2002)
- Midnight Club II (2003)
- Manhunt (2003)
- Need for Speed: Undercover (2008)
- Fallout: New Vegas (2010)

## Doppiatori italiani
Nelle versioni in italiano delle opere in cui ha recitato, John Doman è stato doppiato da:
- Stefano De Sando in Law & Order - I due volti della giustizia (ep. 7x20), Law & Order - Unità vittime speciali, Il mio sogno più grande, Un uomo tranquillo, Il processo ai Chicago 7, City on a Hill, Eric
- Gianni Giuliano in Unforgettable, The Affair - Una relazione pericolosa, Law & Order: Organized Crime
- Dario Penne in Damages, Rizzoli & Isles
- Saverio Moriones in The Wire, E.R. - Medici in prima linea (ep. 9x11)
- Franco Zucca in Close to Home - Giustizia ad ogni costo, Burn Notice - Duro a morire
- Gianni Gaude in Blue Valentine, Berlin Station
- Rodolfo Bianchi ne I Borgia, Gotham
- Luca Biagini in For Life, Long Bright River - I cieli di Philadelphia
- Saverio Indrio in Die Hard - Duri a morire
- Diego Reggente in Law & Order - I due volti della giustizia (ep. 9x09)
- Sergio Di Giulio in Law & Order - I due volti della giustizia (ep. 13x18)
- Emilio Cappuccio in Law & Order - I due volti della giustizia (ep. 18x06)
- Carlo Marini in E.R. - Medici in prima linea (st. 5-7)
- Oliviero Corbetta in Law & Order: Criminal Intent
- Ugo Maria Morosi in Oz
- Luciano De Ambrosis in CSI - Scena del crimine
- Michele Kalamera in Law & Order - Il verdetto
- Marco Morellini in Tre topolini ciechi
- Giuliano Santi in NCIS - Unità anticrimine
- Pierluigi Astore in The Company Men
- Gino La Monica in Person of Interest
- Mauro Bosco in The Good Wife
- Pietro Biondi in Elementary
- Gerolamo Alchieri in House of Cards
- Mario Zucca in Feed the Beast
- Teo Bellia in A Beautiful Day - You Were Never Really Here
- Ambrogio Colombo in The Boys

Da doppiatore è stato sostituito da:
- Gianni Gaude in Mafia
- Fabrizio Temperini in Fallout: New Vegas